# Idioblasta
Idioblasta là một chi bướm đêm thuộc họ Crambidae.